# Milvago
Milvago es un género de aves rapaces de la familia Falconidae, conocidas como caracaras marrones. Incluye 1 especie propia de la región Neotropical. Son de pequeño tamaño, por lo general no sobrepasan los 400 gramos de peso.

## Especie

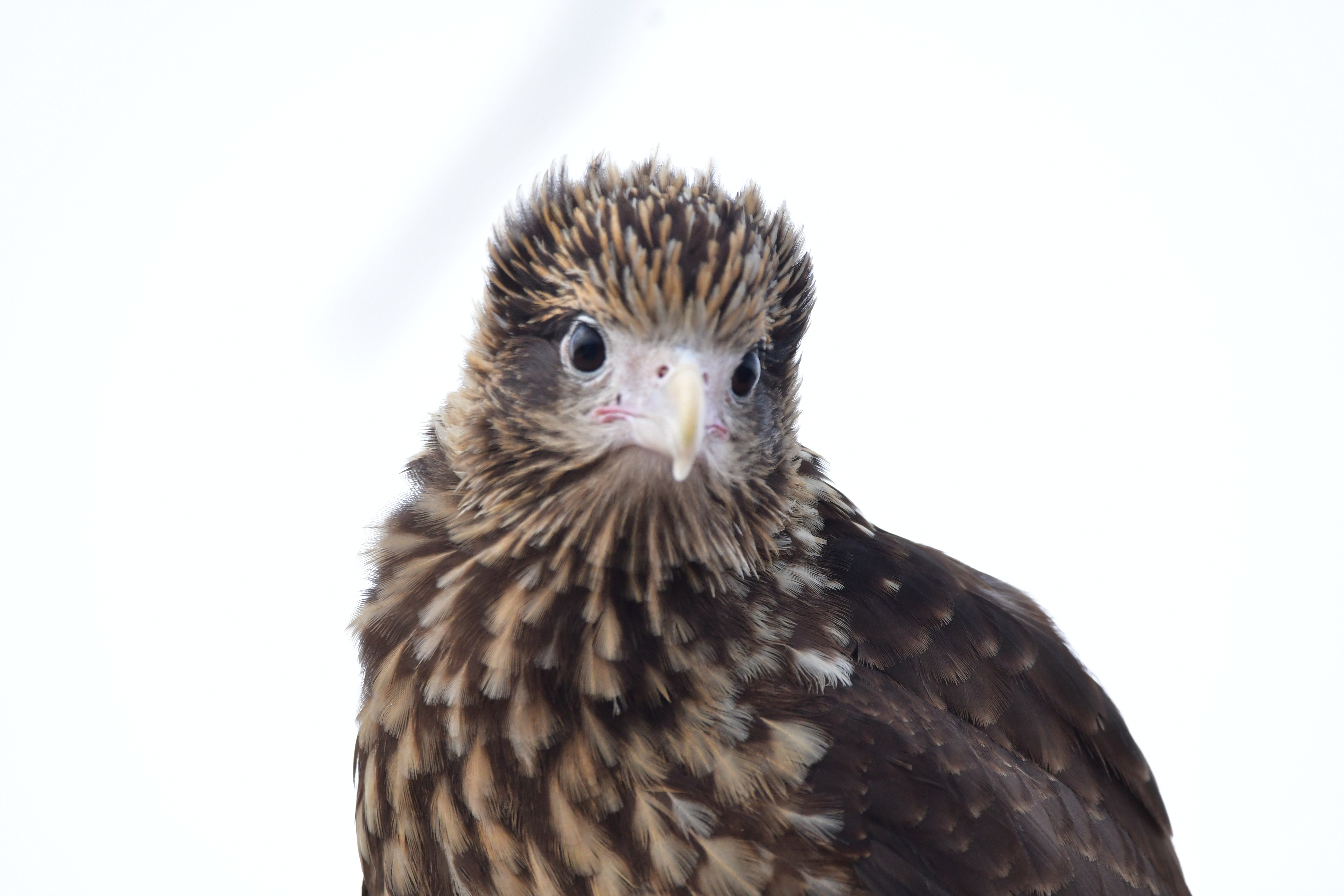

- Milvago chimachima: habita desde Costa Rica a Argentina.
- Milvago chimango: habita por toda Sudamérica